# Беламонте (Тренто)
Беламонте је насеље у Италији у округу Тренто, региону Трентино-Јужни Тирол.
Према процени из 2011. у насељу је живело 137 становника. Насеље се налази на надморској висини од 1369 м.